# Tadeusz Kierys
Tadeusz Zdzisław Kierys (ur. 1949) – polski przedsiębiorca i działacz społeczny.

## Życiorys
Tadeusz Kierys jest przedsiębiorcą działającym w branży energetycznej. Z racji bogatego doświadczenia zawodowego jest ekspertem Polskiej Izby Gospodarczej Energii Odnawialnej.  
Z zamiłowania jest innowatorem społecznym a także liderem i współautorem licznych kampanii prorodzinnych oraz pomysłodawcą i koordynatorem wielu projektów upowszechniających zdrowy styl życia; jest założycielem i fundatorem „Fundacji Edukacji Zdrowotnej i Psychoterapii” oraz fundacji „Instytut Wiedzy o Rodzinie i Społeczeństwie”, które edukują rodziców i pomagają w rozwiązywaniu trudnych problemów dotykających dzieci i młodzieży. 
Tadeusz Kieres jest członkiem kapituły konkursu dziennikarskiego „Znaki dobra”, organizowanego pod auspicjami Stowarzyszenia Prasy Lokalnej (obecnie Stowarzyszenie Mediów Lokalnych). Konkurs ten honoruje autorów, którzy opisują dobro dziejące się wokół nas.

## Odznaczenia i zasługi
- 2022 - Złoty Krzyż Zasługi[6].